# 謝東鋼
謝東鋼（1956年—），出生於陝西省。現任中国重型机械研究院有限公司董事長兼黨書記。

## 生平
在2000年委任當時旗下中国重型机械研究院有限公司管理層前，他在1992年获机械电子部优秀科技青年称号，2004年当选中央企业劳动模范，2006年获全国五一劳动奖章，2008年当选第十一届全国人大代表。 
1978年，畢業於燕山大學硕士研究生。

## 相關連結
- 谢东钢：浩然气 君子风 國機集團報[永久]